# Método de Kroll

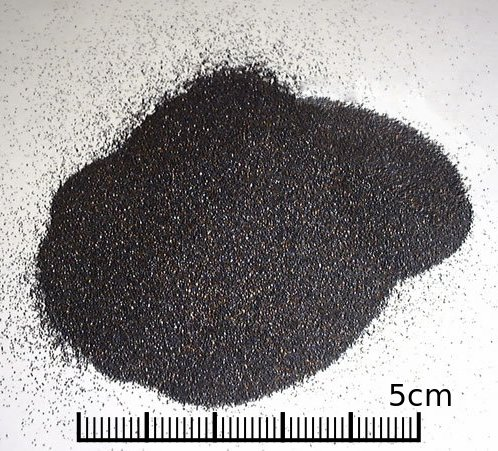
Mineral de titanio.

Actualmente existen varios proyectos de refinado del titanio, como alternativa al método del Kroll, tradicionalmente utilizado desde 1937. El titanio no se encuentra libre en la Naturaleza. Los minerales que muestran una mayor concentración de este metal son el rutilo (TiO2) y la ilmenita (FeO·TiO2), además de la anatasa y la brookita (ambas son también TiO2).

## Historia
El doctor Wilhelm Kroll, en asociación con Siemens y Helske, desarrolló un proceso para la obtención de titanio consistente en la reducción del compuesto tetracloruro de titanio con magnesio molido, en una atmósfera de argón para evitar la oxidación. Este fue el primer proceso que permitió la obtención de cantidades apreciables de titanio puro, y se sigue utilizando mayoritariamente en la actualidad.
Históricamente otros métodos se emplearon para la producción del titanio, comenzando por el informe en 1887 de Nilsen y Pettersen utilizando sodio. Este método se optimizó comercialmente con el proceso Hunter. En la década de 1920 van Arkel había descrito la descomposición térmica de tetrayoduro de titanio para dar titanio altamente puro. 
El tetracloruro de titanio se podía reducir con hidrógeno a altas temperaturas para dar hidruros que pueden ser procesados térmicamente para dar el metal puro. Con estos antecedentes, Kroll desarrolló tanto nuevos reductores como nuevos aparatos para la reducción de tetracloruro de titanio. Su alta reactividad hacia trazas de agua y otros óxidos metálicos representaba un desafío. Un éxito significativo llegó con el empleo de calcio como agente reductor, pero el producto final aún contenían significativas impurezas de óxido.
El gran éxito llegó con el magnesio a 1000 °C en un reactor revestido de molibdeno, según informó a la Sociedad Electroquímica, en Ottawa. El titanio de Kroll es muy dúctil lo que refleja su gran pureza. El proceso de Kroll ha desplazado al proceso de Hunter y sigue siendo la tecnología dominante para la producción de titanio metálico, así como consume una gran parte de la producción mundial de magnesio.

## Pasos del proceso
El proceso consta de los siguientes pasos:
- Obtención de tetracloruro de titanio por cloración a 800 °C, en presencia de carbono, mediante la reacción:

- Se purifica el tetracloruro de titanio mediante destilación fraccionada.
- A continuación se reduce el TiCl4 con magnesio o sodio (proceso Hunter) molido en una atmósfera inerte, con la reacción:

- El titanio forma una esponja en la pared del reactor, la cual se purifica por lixiviación con ácido clorhídrico diluido. El MgCl2 se recicla electrolíticamente.

- La esponja resultante se compacta. Si se reduce el TiCl4 mediante sodio en lugar de magnesio, la esponja resultante es granular, lo que facilita el proceso de compactación. La esponja se funde en un horno con un crisol de cobre refrigerado, mediante un arco eléctrico de electrodo consumible en una atmósfera inerte. Se realiza un primer procesado, en el cual los lingotes se convierten en productos generales de taller.

- Se realiza un segundo procesado, en el que se obtienen las formas acabadas de los productos.

## Investigaciones
- Otro método, desarrollado con posterioridad, se basa en la purificación del titanio mediante descomposición con yodo, pero es poco usado industrialmente, y se usa básicamente para la preparación de titanio de muy alta pureza para investigación.

- Como una alternativa para paliar el alto precio que supone el refinado del titanio , ya se han realizado algunos estudios para acceder más fácilmente al uso del metal. En la Universidad de Cambridge, un grupo de investigadores liderados por Derek Fray estaban dedicados a purificar titanio metálico eliminando trazas de óxidos o rutilo, cuando observaron que este óxido se convertía de color blanco a gris metálico, generando una capa de titanio metálico. Ese fue el comienzo del nuevo proceso conocido como FFC de Cambridge. Este método ofrece innegables ventajas sobre el proceso Kroll que se utiliza tradicionalmente desde 1930 y que presenta serias limitaciones de operación que encarecen el costo de producción del titanio metálico.[4]